# Aurelio Meza Rivera
Aurelio Meza Rivera (San Javier, 6 de enero de 1874-ibíd, 17 de abril de 1938) fue un abogado, agricultor y político chileno, miembro del Partido Radical (PR).

## Familia y estudios
Nació en la localidad de Huerta del Maule, San Javier, el 6 de enero de 1874, hijo de Zacarías del Rosario Meza Rivera y Emilia Rivera Briones.
Realizó sus estudios primarios en la Escuela Elemental de Talca, y los secundarios en el Liceo de Talca. Luego continuó los superiores a en la carrera de derecho en la Universidad de Chile. Juró como abogado el 9 de junio de 1899, con la tesis titulada: Sobre necesidad de procedimientos judiciales.
Desempeñó su profesión principalmente en San Javier, fue director de la Sociedad Compañía Eléctrica de Loncomilla. Entre otras actividades, fue agricultor en sus fundos "La Cabaña" en Bobadilla y "Buena Vista" en Orilla del Maule, Yerbas Buenas.
Se casó en dos oportunidades, primero con María Luisa Rivera Rivera y en segundas nupcias con Guadalupe Fernández Ceballos, no tuvo hijos.

## Carrera política
Militó en el Partido Radical (PR), siendo presidente de la Asamblea Radical de Loncomilla (1911-1925) y delegado ante la Junta Central del partido (1912-1924). Fue regidor por San Javier y tercer alcalde en 1903; primer alcalde en 1906 y regidor en 1909; nuevamente primer alcalde, desde 1915 hasta 1916. Además, ejerció como gobernador del Departamento de Loncomilla, desde 1920 hasta 1925.
En las elecciones parlamentarias de 1925, fue elegido como diputado por los departamentos de Loncomilla, Linares y Parral, por el período legislativo 1926-1930. Posteriormente, fue electo Senador por la Sexta Agrupación Provincial, de Talca y Maule, por el periodo 1933-1937; y a continuación elegido por la reformada Sexta Agrupación Provincial (compuesta por Curicó, Talca, Maule y Linares) por el periodo 1937-1941. Integró las comisiones de Gobierno, Constitución, Legislación, Justicia y reglamento; Higiene y Asistencia Pública.
Perteneció a la masonería, al Club Social y a la Sociedad de Instrucción Primaria.
Falleció en ciudad natal, el 17 de abril de 1938, sin lograr finalizar su periodo parlamentario.